# Železniška postaja Brezovica
Železniška postaja Brezovica je ena izmed železniških postaj v Sloveniji, ki oskrbuje bližnje naselje Brezovica pri Ljubljani.